# ثوم الدببة
كراث الدب أو ثوم الدببة  (الاسم العلمي: Allium ursinum) هو نوع من النباتات يتبع جنس الثوم من الفصيلة النرجسية.